# Eulalia
Eulalia ist ein weiblicher Vorname. Er kommt im deutschen Sprachraum nur selten vor. Gelegentlich taucht er auch als weiterer männlicher Vorname auf, wie Eulalius.

## Heiligengedenktage
- 12. Februar – heilige Eulalia von Barcelona (um 290–303), Schutzpatronin von Barcelona
- 10. Dezember – heilige Eulalia von Mérida (um 292–304), Schutzpatronin von Mérida y Oviedo

## Herkunft und Bedeutung
Der Vorname ist griechischen Ursprungs (Εὐλαλία Eulalía) und bedeutet im Griechischen Die Beredte oder Die Redegewandte. Er setzt sich zusammen aus den Bestandteilen εὖ eu „gut“ und λαλιά laliá „das Reden, die Rede“.

## Weitere Formen
- Alea
- Eulalie
- Lalli
- Olalla (Spanisch)
- Laia (katalanische Kurzform)

## Bekannte Namensträgerinnen

### Eulalia
- Eulalia von Mérida (3./4. Jahrhundert), spanische Heilige und Märtyrin, Reliquiar in Oviedo
- Eulalia von Barcelona (3./4. Jahrhundert), spanische Heilige und Märtyrin, Reliquiar in Barcelona, möglicherweise identisch mit der obenstehenden

Vorname
- Eulalia Galvarriato (1904–1997), spanische Schriftstellerin und Übersetzerin
- Eulalia Merx (1811–1908), deutsche Schriftstellerin
- Eulàlia Solé i Olivart (* 1946), katalanische klassische Pianistin und Klavierpädagogin

Zwischenname
- María Eulalia von Spanien (1864–1958), spanische Adlige und Schriftstellerin

### Laia
- Laia Aleixandri López (* 2000), spanische Fußballspielerin
- Laia Alvarez (* 1987), spanische Schauspielerin und Autorin
- Laia Aubert Torrents (* 1986), spanische Sportlerin und Skilangläuferin
- Laia Codina (* 2000), spanische Fußballspielerin
- Laia Costa (* 1985), katalanische Schauspielerin
- Laia Genc (* 1978), deutsche Pianistin
- Laia López (* 2007), spanische Fußballspielerin
- Laia Marull (* 1973), katalanische Schauspielerin
- Laïa Petretic (* 2004), französische Tennisspielerin
- Laia Pons (* 1993), spanische Synchronschwimmerin
- Laia Sans, spanische Squashspielerin
- Laia Sanz (* 1985), spanische Motorradrennfahrerin
- Laia Aubert Torrents (* 1986), spanische Sportlerin und Skilangläuferin

### Fiktive Personen
- Eulalia Hedwig Sophie Gräfin von Eichenhain-Uhland, Charakter (Eule) in Eckart zur Niedens Hörspielserie Die Drei vom Ast (1993–1999)

## Biologie
- Eulalia (Poaceae), Gattung der Familie der Süßgräser (Poaceae), Unterfamilie und Tribus Andropogoneae, der Ordnung Poales. Genannt nach Eulalie Delile (1800–1840), Schwester vom Botaniker Alire Raffeneau-Delile.
- Eulalia japonica, Synonym von Miscanthus sinensis, Gattung Miscanthus, Familie Poaceae, Unterfamilie Panicoideae und Tribus Andropogoneae.
- Eulalia (Phyllodocidae), Gattung von Vielborstern in der Familie Phyllodocidae, Ordnung Phyllodocida, in der Klasse Polychaeta, Stamm Annelida.
- Eulalia, Synonym für die Gattung Odontomyia, Familie Waffenfliegen (Stratiomyidae), der Ordnung Diptera, Unterordnung Brachycera.
- Adelpha eulalia ist eine Art der Familie Edelfalter (Nymphalidae), Unterfamilie Limenitidinae, der Ordnung Lepidoptera.